# Маска (телешоу, Украина)
«Маска» — музыкальное шоу, которое являлось украинской адаптацией известного формата «Masked Singer» компании «Fremantle». Участниками шоу были украинские звёзды — спортсмены, ведущие, политики, певцы, но их личности скрывались за масками. Задача зрителя — узнать звезду за маской, основываясь на вокальных данных. В этом ему помогали звёздные детективы.
Премьера шоу состоялась 16 января 2021 года и выходило каждую субботу в 21:00. Ведущим шоу являлся украинский теле- и радиоведущий, комментатор и актёр Владимир Остапчук.
Проект был закрыт в связи с закрытием канала и началом войны России на территории Украины.

## Правила
16 знаменитостей (во 2 сезоне — 14) соревнуются в течение 12 эпизодов в поединках и сольно. Все они одеты в сложные маски и костюмы, которые скрывают их личности. Участники поединков — украинские звёзды. После каждой битвы эксперты-детективы и зрители в зале голосуют за своих фаворитов. Победитель каждой битвы остаётся для участия в следующем для своей группы выпуске, проигравший отправляется в номинацию на вылет.
В конце выпуска зрители в зале выбирают своих фаворитов среди тех, кто попал в номинации. Участник с наименьшим количеством голосов снимает маску и покидает шоу.

## Сезон
| Сезон | Премьера        | Финал           | Победитель             | 2 место                    | 3 место                    | Ведущий           | Детективы      | Детективы    | Детективы | Детективы | Детективы   |
| Сезон | Премьера        | Финал           | Победитель             | 2 место                    | 3 место                    | Ведущий           | 1              | 2            | 3         | 4         | 5           |
| ----- | --------------- | --------------- | ---------------------- | -------------------------- | -------------------------- | ----------------- | -------------- | ------------ | --------- | --------- | ----------- |
| 1     | 16 января 2021  | 10 апреля 2021  | Злата Огневич (Солнце) | Арсен Мирзоян (Дракон)     | Алексей Тритенко (Носорог) | Владимир Остапчук | Андрей Данилко | Оля Полякова | DZIDZIO   | NK        | Олег Винник |
| 2     | 23 октября 2021 | 25 декабря 2021 | MELOVIN (Жираф)        | Ольга Цибульская (Скандал) | Олег Кензов (Мухомор)      | Владимир Остапчук | Андрей Данилко | Оля Полякова | DZIDZIO   | NK        | Олег Винник |

## Первый сезон

### Участники
| Персонаж  | Знаменитость        | Профессия              | Выпуски | Выпуски        | Выпуски        | Выпуски        | Выпуски        | Выпуски        | Выпуски        | Выпуски        | Выпуски        | Выпуски        | Выпуски        | Выпуски        |
| Персонаж  | Знаменитость        | Профессия              | 1       | 2              | 3              | 4              | 5              | 6              | 7              | 8              | 9              | 10             | 11             | 12             |
| --------- | ------------------- | ---------------------- | ------- | -------------- | -------------- | -------------- | -------------- | -------------- | -------------- | -------------- | -------------- | -------------- | -------------- | -------------- |
| Солнце    | Злата Огневич       | певица, телеведущая    | Прошла  |                | Прошла         |                | Спасена        |                | Прошла         |                | Прошла         | Прошёл         | Прошла         | Победитель     |
| Дракон    | Арсен Мирзоян       | певец, композитор      | Прошёл  |                | Прошёл         |                | Прошёл         |                | Спасён         |                | Прошёл         | Прошёл         | Прошёл         | II место       |
| Носорог   | Алексей Тритенко    | актёр, продюсер        |         | Прошёл         |                | Спасён         |                | Спасён         |                | Прошёл         | Прошёл         | Прошёл         | Прошёл         | III место      |
| Циклоп    | Мишель Андраде      | певица, телеведущая    |         | Прошла         |                | Прошла         |                | Прошла         |                | Прошла         | Прошла         | Прошла         | Выбыла         |                |
| Стрекоза  | Анастасия Приходько | певица, автор песен    |         | Прошла         |                | Прошла         |                | Прошла         |                | Прошла         | Прошла         | Прошла         | Выбыла         |                |
| Лягушонок | Евгений Сморигин    | юморист, актёр         | Прошёлл |                | Прошёл         |                | Прошёл         |                | Прошёл         |                | Прошёл         | Спасён         | Выбыл          |                |
| Сом       | Ираклий Макацария   | продюсер, шоумен       | Прошёл  |                | Прошёл         |                | Прошёл         |                | Прошёл         |                | Спасён         | Выбыл          |                |                |
| Свёкла    | Дмитрий Каднай      | певец, музыкант        |         | Прошёл         |                | Прошёл         |                | Прошёл         |                | Спасён         | Выбыл          |                |                |                |
| Колдун    | Павел Костицын      | телеведущий, шоумен    |         | Спасён         |                | Прошёл         |                | Прошёл         |                | Выбыл          |                |                |                |                |
| Роза      | Алина Гросу         | певица, актриса        | Спасена |                | Спасена        |                | Прошла         |                | Выбыла         |                |                |                |                |                |
| Лев       | Александр Пономарёв | певец, композитор      |         | Прошёл         |                | Прошёл         |                | Выбыл          |                |                |                |                |                |                |
| Коза      | Наталья Холоденко   | психолог, учёный       | Спасена |                | Прошла         |                | Выбыла         |                |                |                |                |                |                |                |
| Павлин    | Ирина Федишин       | певица, поэтесса       |         | Прошла         |                | Выбыла         |                |                |                |                |                |                |                |                |
| Лиса      | Елена Шоптенко      | балерина, хореограф    | Прошла  |                | Выбыла         |                |                |                |                |                |                |                |                |                |
| Яйцо      | Оксана Байрак       | режиссёр, телеведущая  |         | Выбыла         |                |                |                |                |                |                |                |                |                |                |
| Буйвол    | Олег Винник         | певец, автор песен     | Выбыл   | Пятый детектив | Пятый детектив | Пятый детектив | Пятый детектив | Пятый детектив | Пятый детектив | Пятый детектив | Пятый детектив | Пятый детектив | Пятый детектив | Пятый детектив |
|           |                     |                        |         |                |                |                |                |                |                |                |                |                |                |                |
| Махаон    | Наталья Могилевская | певица, автор песен    |         |                |                |                |                |                | Гость          |                |                |                |                |                |
| Волк      | Макс Барских        | певец, композитор      |         |                |                |                |                |                |                | Гость          |                |                |                |                |
| Ворон     | Злата Огневич       | певица, телеведущая    |         |                |                |                |                |                |                |                | Гость          |                |                |                |
| Луна      | Надежда Мейхер      | певица, актриса        |         |                |                |                |                |                |                |                |                | Гость          |                |                |
| Мохито    | Алексей Суханов     | телеведущий, журналист |         |                |                |                |                |                |                |                |                |                | Гость          |                |
| Рак       | Ирина Билык         | певица, композитор     |         |                |                |                |                |                |                |                |                |                |                | Гость          |
| Химера    | Владимир Остапчук   | телеведущий, актёр     |         |                |                |                |                |                |                |                |                |                |                | Гость          |

 Участник стал победителем шоу
 Участник занял второе место
 Участник занял третье место
 Участник прошёл дальше
 Участник стал номинантом на выбывание, но остался в шоу
 Участник покинул шоу и раскрыл свою личность
 Участник не принимал участие в этом выпуске
 Специальный гость
Выпуски

### Выпуск 1 (16 января 2021)
| # | Персонаж  | Песня                                    | Личность     | Результат            |
| - | --------- | ---------------------------------------- | ------------ | -------------------- |
| 1 | Дракон    | «Ты меня любишь» — Александр Серов       | не разглашён |                      |
| 2 | Коза      | «Дівчина-весна» — Наталья Бучинская      | не разглашён |                      |
| 3 | Лиса      | «Hollaback Girl» — Гвен Стефани          | не разглашён |                      |
| 4 | Лягушонок | «I Will Always Love You» — Уитни Хьюстон | не разглашён |                      |
|   |           |                                          |              |                      |
| 5 | Буйвол    | «Тримай» — Христина Соловий              | Олег Винник  | Отказался от участия |
| 6 | Роза      | «Бриллианты» — «ВИА Гра»                 | не разглашён |                      |
| 7 | Сом       | «Sex Bomb» — Джонс, Том                  | не разглашён |                      |
| 8 | Солнце    | «GoldenEye» — Тина Тёрнер                | не разглашён |                      |

### Выпуск 2 (30 января 2021)
| # | Персонаж | Песня                                                    | Личность      | Результат    |
| - | -------- | -------------------------------------------------------- | ------------- | ------------ |
| 1 | Свёкла   | «Смерека» — Александр Кварта                             | не разглашён  |              |
| 2 | Стрекоза | «I Wanna Be Loved by You» — Мэрилин Монро                | не разглашён  |              |
| 3 | Крапанка | «Дольче Габбана» — Верка Сердючка                        | Оксана Байрак | Покинула шоу |
| 4 | Носорог  | «Canción del mariachi» — Антонио Бандерас                | не разглашён  |              |
|   |          |                                                          |               |              |
| 5 | Мольфар  | «Так же как все» — A'Studio                              | не разглашён  |              |
| 6 | Циклоп   | «Свята» — «KAZKA»                                        | не разглашён  |              |
| 7 | Павлин   | «Jimmy Jimmy Jimmy Aaja» — Парвати Хан & Виджай Бенедикт | не разглашён  |              |
| 8 | Лев      | «Я люблю тільки тебе» — Александр Пономарёв              | не разглашён  |              |

### Выпуск 3 (6 февраль 2021)
| # | Персонаж  | Песня                             | Личность       | Результат    |
| - | --------- | --------------------------------- | -------------- | ------------ |
| 1 | Лиса      | «Dance Monkey» — Tones and I      | Елена Шоптенко | Покинула шоу |
| 2 | Солнце    | «Чортополох» — Таисия Повалий     | не разглашён   |              |
| 3 | Коза      | «Malambo No. 1» — Има Сумак       | не разглашён   |              |
| 4 | Дракон    | «Пьяное солнце» — Alekseev        | не разглашён   |              |
|   |           |                                   |                |              |
| 5 | Роза      | «Superstar» — LOBODA              | не разглашён   |              |
| 6 | Лягушонок | «My Way» — Френк Синатра          | не разглашён   |              |
| 7 | Сом       | «Personal Jesus» — «Depeche Mode» | не разглашён   |              |

### Выпуск 4 (13 февраля 2021)
| # | Персонаж | Песня                                      | Личность      | Результат    |
| - | -------- | ------------------------------------------ | ------------- | ------------ |
| 1 | Свёкла   | «Uptown Funk» — Mark Ronson ft. Bruno Mars | не разглашён  |              |
| 2 | Колдун   | «Нино» — Олег Винник                       | не разглашён  |              |
| 3 | Павлин   | «Bamboléo» — Gipsy Kings                   | Ирина Федишин | Покинула шоу |
| 4 | Лев      | «Небеса» — Валерий Меладзе                 | не разглашён  |              |
|   |          |                                            |               |              |
| 5 | Циклоп   | «Плачу на техно» — «Cream Soda» & «Хлеб»   | не разглашён  |              |
| 6 | Стрекоза | «Human» — Rag'n'Bone Man                   | не разглашён  |              |
| 7 | Носорог  | «Остров невезения» — Андрей Миронов        | не разглашён  |              |

### Выпуск 5 (20 февраля 2021)
| # | Персонаж  | Песня                           | Личность          | Результат    |
| - | --------- | ------------------------------- | ----------------- | ------------ |
| 1 | Солнце    | «Single Ladies» — Бейонсе       | не разглашён      |              |
| 2 | Роза      | «Белые розы» — «Ласковый май»   | не разглашён      |              |
| 3 | Лягушонок | «Skibidi» — «Little Big»        | не разглашён      |              |
|   |           |                                 |                   |              |
| 4 | Коза      | «Коломийка» — Руслана           | Наталия Холоденко | Покинула шоу |
| 5 | Дракон    | «In the Shadows» — «The Rasmus» | не разглашён      |              |
| 6 | Сом       | «Зацепила» — Артур Пирожков     | не разглашён      |              |

### Выпуск 6 (27 февраля 2021)
| # | Персонаж | Песня                                                                | Личность            | Результат   |
| - | -------- | -------------------------------------------------------------------- | ------------------- | ----------- |
| 1 | Лев      | «The Final Countdown» — «Europe»                                     | Александр Пономарёв | Покинул шоу |
| 2 | Циклоп   | «Попа Как У Ким» — «NK»                                              | не разглашён        |             |
| 3 | Свёкла   | «El tango de Roxanne» — Ewan McGregor, «Jacek Koman», José Feliciano | не разглашён        |             |
|   |          |                                                                      |                     |             |
| 4 | Носорог  | «Вище неба» — «Океан Ельзи»                                          | не разглашён        |             |
| 5 | Колдун   | «Олени» — «ТиК»                                                      | не разглашён        |             |
| 6 | Стрекоза | «Весна» — «Вопли Видоплясова»                                        | не разглашён        |             |

### Выпуск 7 (6 марта 2021)
| # | Персонаж  | Песня                                  | Личность            | Результат         |
| - | --------- | -------------------------------------- | ------------------- | ----------------- |
| 1 | Махаон    | «Нас бьют — мы летаем» — Алла Пугачёва | Наталья Могилевская | Специальный гость |
|   |           |                                        |                     |                   |
| 2 | Лягушонок | «Ля-ля-фа» — Анжелика Варум            | не разглашён        |                   |
| 3 | Роза      | «Любимка» — NILETTO                    | Алина Гросу         | Покинула шоу      |
|   |           |                                        |                     |                   |
| 4 | Сом       | «Я устал» — «Quest Pistols»            | не разглашён        |                   |
| 5 | Дракон    | «Не дощ» — Тина Кароль                 | не разглашён        |                   |
| 6 | Солнце    | «Стыцамэн» — Иван Дорн                 | не разглашён        |                   |

### Выпуск 8 (13 марта 2021)
| # | Персонаж | Песня                                  | Личность       | Результат         |
| - | -------- | -------------------------------------- | -------------- | ----------------- |
| 1 | Волк     | «Supermassive Black Hole» — Muse       | Макс Барских   | Специальный гость |
|   |          |                                        |                |                   |
| 2 | Колдун   | «Роман» — НеАнгелы                     | Павел Костицын | Покинул шоу       |
| 3 | Циклоп   | «Despacito» — Luis Fonsi, Daddy Yankee | не разглашён   |                   |
|   |          |                                        |                |                   |
| 4 | Свёкла   | «Полина» — Бумбокс                     | не разглашён   |                   |
| 5 | Стрекоза | «Снег» — Ирина Билык                   | не разглашён   |                   |
| 6 | Носорог  | «Я то, что надо» — «Браво»             | не разглашён   |                   |

### Выпуск 9 (20 марта 2021)
| # | Персонаж  | Песня                                      | Личность       | Результат         |
| - | --------- | ------------------------------------------ | -------------- | ----------------- |
| 1 | Ворон     | «Юра, прости»- НеАнгелы                    | Злата Огневич  | Специальный гость |
|   |           |                                            |                |                   |
| 2 | Дракон    | «Подруга ночь» — Макс Барских              | не разглашён   |                   |
| 3 | Циклоп    | «Она не твоя» — Григорий Лепс & Стас Пьеха | не разглашён   |                   |
| 4 | Сом       | «По кайфу» — Олег Кензов                   | не разглашён   |                   |
| 5 | Лягушонок | «Белая стрекоза любви» — Quest Pistols     | не разглашён   |                   |
|   |           |                                            |                |                   |
| 6 | Свёкла    | «Rise Like a Phoenix» — Conchita Wurst     | Дмитрий Каднай | Покинул шоу       |
| 7 | Стрекоза  | «Lost on You» — LP                         | не разглашён   |                   |
| 8 | Солнце    | «Стена» — Лариса Долина                    | не разглашён   |                   |
| 9 | Носорог   | «Номер Один» — Оля Полякова                | не разглашён   |                   |

### Выпуск 10 (27 марта 2021)
| # | Персонаж  | Песня                                    | Личность          | Результат         |
| - | --------- | ---------------------------------------- | ----------------- | ----------------- |
| 1 | Луна      | «New York, New York» — Frank Sinatra     | Надежда Мейхер    | Специальный гость |
|   |           |                                          |                   |                   |
| 2 | Лягушонок | «Тук, тук, тук» — Верка Сердючка         | не разглашён      |                   |
| 3 | Стрекоза  | Take me to church — Hozier               | не разглашён      |                   |
| 4 | Носорог   | «Цвет настроения синий»- Филипп Киркоров | не разглашён      |                   |
|   |           |                                          |                   |                   |
| 5 | Дракон    | «Соколята» — Вячеслав Хурсенко           | не разглашён      |                   |
| 6 | Циклоп    | «Босая» — #2Маши                         | не разглашён      |                   |
| 7 | Сом       | «Live is Life»-Opus                      | Ираклий Макацария | Покинул шоу       |
| 8 | Солнце    | «Euphoria» — Loreen                      | не разглашён      |                   |

### Выпуск 11. Полуфинал (3 апреля 2021)
| # | Персонаж  | Песня                                                  | Личность            | Результат         |
| - | --------- | ------------------------------------------------------ | ------------------- | ----------------- |
| 1 | Мохито    | «Я и Сара» — Дзидзьо                                   | Алексей Суханов     | Специальный гость |
|   |           |                                                        |                     |                   |
| 2 | Лягушонок | «Кружит» — Монатик                                     | Евгений Сморигин    | Покинул шоу       |
| 3 | Носорог   | «Там нет меня» — Игорь Николаев                        | не разглашён        |                   |
|   |           |                                                        |                     |                   |
| 4 | Солнце    | «Ты, только ты» — Жанна Агузарова                      | не разглашён        |                   |
| 5 | Стрекоза  | «Bad Guy» — Billie Eilish                              | Анастасия Приходько | Покинула шоу      |
|   |           |                                                        |                     |                   |
| 6 | Дракон    | «Зеленоглазое такси» — Михаил Боярский                 | не разглашён        |                   |
| 7 | Циклоп    | «Love You Like a Love Song» — Selena Gomez & the Scene | Мишель Андраде      | Покинула шоу      |

### Выпуск 12. Финал (10 апреля 2021)
| #                | Персонаж    | Песня                               | Личность          | Результат                 |
| ---------------- | ----------- | ----------------------------------- | ----------------- | ------------------------- |
| Первый этап      |             |                                     |                   |                           |
| 1                | Суперзвезда | «Disco kicks» — Верка Сердючка      | Андрей Данилко    | Член жюри                 |
|                  |             |                                     |                   |                           |
| 2                | Носорог     | «Это всё» — ДДТ                     | Алексей Тритенко  | Третье место              |
| 3                | Дракон      | «Feel» — Робби Уильямс              | не разглашён      | прошёл во второй этап     |
| 4                | Солнце      | «My heart will go on» — Селин Дион  | не разглашён      | прошёл во второй этап     |
|                  |             |                                     |                   |                           |
| 5                | Рак         | «Я — водяной» — м/ф Летучий корабль | Ирина Билык       | Специальный гость         |
|                  |             |                                     |                   |                           |
| 6                | Химера      | «Hey mama» — Дэвид Гетта            | Владимир Остапчук | Специальный гость         |
| Второй этап      |             |                                     |                   |                           |
| 7                | Дракон      | «Иностранец» — Валерий Меладзе      | Арсен Мирзоян     | Второе место              |
| 7                | Солнце      | «Иностранец» — Валерий Меладзе      | не разглашён      | прошёл в песню победителя |
| Песня победителя |             |                                     |                   |                           |
| 8                | Солнце      | «Show must go on» — Queen           | Злата Огневич     | Победитель                |
| Спецвыпуск       |             |                                     |                   |                           |

## Второй сезон

### Участники
| Персонаж      | Личность            | Профессия            | Выпуски | Выпуски | Выпуски | Выпуски | Выпуски | Выпуски | Выпуски | Выпуски | Выпуски | Выпуски   |
| Персонаж      | Личность            | Профессия            | 1       | 2       | 3       | 4       | 5       | 6       | 7       | 8       | 9       | 10        |
| ------------- | ------------------- | -------------------- | ------- | ------- | ------- | ------- | ------- | ------- | ------- | ------- | ------- | --------- |
| Жираф         | MELOVIN             | певец, композитор    | Прошёл  |         | Прошёл  |         | Прошёл  |         | Прошёл  | Прошёл  | Прошёл  | I место   |
| Скандал       | Ольга Цибульская    | певица, телеведущая  |         | Прошла  |         | Прошла  |         | Прошла  | Прошла  | Прошла  | Прошла  | II место  |
| Мухомор       | Олег Кензов         | рэпер, телеведущий   | Прошёл  |         | Спасён  |         | Прошёл  |         | Спасён  | Спасён  | Прошёл  | III место |
| Кот           | Пётр Чёрный         | певец, музыкант      |         | Прошёл  |         | Прошёл  |         | Спасён  | Прошёл  | Прошёл  | Выбыл   |           |
| Тигр          | Сергей Бабкин       | певец, композитор    |         | Спасён  |         | Прошёл  |         | Прошёл  | Прошёл  | Прошёл  | Выбыл   |           |
| Робот         | Дарья Трегубова     | актриса, телеведущая | Прошла  |         | Прошла  |         | Прошла  |         | Прошла  | Прошла  | Выбыла  |           |
| Горилла       | TAYANNA             | певица, автор песен  |         | Прошла  |         | Спасена |         | Прошла  | Прошла  | Выбыла  |         |           |
| Поросёнок     | Павел Зибров        | певец, композитор    | Прошёл  |         | Прошёл  |         | Спасён  |         | Выбыл   |         |         |           |
| Шмель         | Степан Казанин      | юморист, актёр       |         | Прошёл  |         | Прошёл  |         | Выбыл   |         |         |         |           |
| Летучая Мышь  | Остап Ступка        | актёр, телеведущий   | Спасён  |         | Прошёл  |         | Выбыл   |         |         |         |         |           |
| Совёнок       | Сергей Танчинец     | певец, музыкант      |         | Прошёл  |         | Выбыл   |         |         |         |         |         |           |
| Фея           | Лилия Ребрик        | актриса, телеведущая | Прошла  |         | Выбыла  |         |         |         |         |         |         |           |
| Грифон        | Андрей Пятов        | футболист, спортсмен |         | Выбыл   |         |         |         |         |         |         |         |           |
| Баян          | Инна Белоконь       | актриса, телеведущая | Выбыла  |         |         |         |         |         |         |         |         |           |
|               |                     |                      |         |         |         |         |         |         |         |         |         |           |
| Рука          | Александра Зарицкая | певица, солистка     |         |         |         |         |         | Гость   |         |         |         |           |
| Норка         | Даша Астафьева      | певица, модель       |         |         |         |         |         |         | Гость   |         |         |           |
| Чайный Цветок | Екатерина Павленко  | певица, автор песен  |         |         |         |         |         |         |         | Гость   |         |           |
| Ниндзя        | Егор Крутоголов     | юморист, телеведущий |         |         |         |         |         |         |         |         | Гость   |           |
| Пиковая Дама  | Вера Брежнева       | певица, актриса      |         |         |         |         |         |         |         |         |         | Гость     |

 Участник стал победителем шоу
 Участник занял второе место
 Участник получил третье место
 Участник прошёл дальше
 Участник стал номинантом на выбывание, но остался в шоу
 Участник покинул шоу и раскрыл свою личность
 Участник не принимал участие в этом выпуске
 Специальный гость
Выпуски

### Выпуск 1 (23 октября 2021)
| # | Персонаж     | Песня                                                         | Личность      | Результат    |
| - | ------------ | ------------------------------------------------------------- | ------------- | ------------ |
| 1 | Робот        | «L’amour est un oiseau rebelle» - Ария из оперы Бизе «Кармен» | не разглашён  |              |
| 2 | Баян         | «Арлекино» - Алла Пугачёва                                    | Инна Белоконь | Покинула шоу |
| 3 | Кот          | «Тает лёд» - Грибы                                            | не разглашён  |              |
| 4 | Фея          | «Леди совершенство» - Максим Дунаевский                       | не разглашён  |              |
|   |              |                                                               |               |              |
| 5 | Поросёнок    | «Гуси» - Wellboy                                              | не разглашён  |              |
| 6 | Жираф        | «Ты моя нежность» - Наргиз                                    | не разглашён  |              |
| 7 | Летучая Мышь | «Летучая мышь» - Филипп Киркоров                              | не разглашён  |              |

### Выпуск 2 (30 октября 2021)
| # | Персонаж | Песня                                   | Личность     | Результат   |
| - | -------- | --------------------------------------- | ------------ | ----------- |
| 1 | Грифон   | «We will rock you» - «Queen»            | Андрей Пятов | Покинул шоу |
| 2 | Шмель    | «Парень чернокожий» - Леонид Агутин     | не разглашён |             |
| 3 | Горилла  | «I have nothing» - Уитни Хьюстон        | не разглашён |             |
|   |          |                                         |              |             |
| 4 | Тигр     | «Любовь похожая на сон» - Алла Пугачёва | не разглашён |             |
| 5 | Скандал  | «Я» - Лолита                            | не разглашён |             |
| 6 | Мухомор  | «Мой рай» - МакSим                      | не разглашён |             |
| 7 | Совёнок  | «Вчителька» - «ТiК»                     | не разглашён |             |

### Выпуск 3 (6 ноября 2021)
| # | Персонаж     | Песня                                   | Личность     | Результат    |
| - | ------------ | --------------------------------------- | ------------ | ------------ |
| 1 | Поросёнок    | «А мы любили» - Hi-Fi                   | не разглашён |              |
| 2 | Летучая Мышь | «You can leave your hat on» - Джо Кокер | не разглашён |              |
| 3 | Фея          | «Так просто» - Ирина Билык              | Лилия Ребрик | Покинула шоу |
|   |              |                                         |              |              |
| 4 | Робот        | «Без бою» - Океан Ельзи                 | не разглашён |              |
| 5 | Кот          | «Полон» - KADNAY                        | не разглашён |              |
| 6 | Жираф        | «Кобра» - THE HARDKISS & Monatik        | не разглашён |              |

### Выпуск 4 (13 ноября 2021)
| # | Персонаж | Песня                                 | Личность        | Результат   |
| - | -------- | ------------------------------------- | --------------- | ----------- |
| 1 | Совёнок  | «День народження» - Вопли Видоплясова | Сергей Танчинец | Покинул шоу |
| 2 | Скандал  | «Красиво» - Тина Кароль               | не разглашён    |             |
| 3 | Мухомор  | «Гуляночка» - Верка Сердючка          | не разглашён    |             |
|   |          |                                       |                 |             |
| 4 | Тигр     | «Мокрая» - Quest Pistols & Monatik    | не разглашён    |             |
| 5 | Горилла  | «Hot staff» - Донна Саммер            | не разглашён    |             |
| 6 | Шмель    | «Беги по небу» - Максим Фадеев        | не разглашён    |             |

### Выпуск 5 (20 ноября 2021)
| # | Персонаж     | Песня                                        | Личность     | Результат   |
| - | ------------ | -------------------------------------------- | ------------ | ----------- |
| 1 | Робот        | «Попытка №5» - ВИА Гра                       | не разглашён |             |
| 2 | Поросёнок    | «Секундочку» - Оля Полякова                  | не разглашён |             |
|   |              |                                              |              |             |
| 3 | Летучая Мышь | «Песня гениального сыщика» - Муслим Магомаев | Остап Ступка | Покинул шоу |
| 4 | Жираф        | «1944» - Джамала                             | не разглашён |             |
| 5 | Кот          | «Вихiдний» - DZIDZIO                         | не разглашён |             |

### Выпуск 6 (27 ноября 2021)
| # | Персонаж | Песня                              | Личность            | Результат         |
| - | -------- | ---------------------------------- | ------------------- | ----------------- |
| 1 | Рука     | «Mercy» - Duffy                    | Александра Зарицкая | Специальный гость |
|   |          |                                    |                     |                   |
| 2 | Горилла  | «Танцы на стёклах» - Максим Фадеев | не разглашён        |                   |
| 3 | Шмель    | «На районе» - Потап и Настя        | Степан Казанин      | Покинул шоу       |
|   |          |                                    |                     |                   |
| 4 | Мухомор  | «Птичка» - HamamAli & Navai        | не разглашён        |                   |
| 5 | Тигр     | «Earned It» - The Weeknd           | не разглашён        |                   |
| 6 | Скандал  | «Твои глаза» - LOBODA              | не разглашён        |                   |

### Выпуск 7 (4 декабря 2021)
| # | Персонаж  | Песня                               | Личность       | Результат         |
| - | --------- | ----------------------------------- | -------------- | ----------------- |
| 1 | Норка     | «In your eyes» - Кайли Миноуг       | Даша Астафьева | Специальный гость |
|   |           |                                     |                |                   |
| 2 | Мухомор   | «Красный бархат» - Коррупция        | не разглашён   |                   |
| 3 | Жираф     | «Strong enough» - Шер               | не разглашён   |                   |
| 4 | Кот       | «Love it ритм» - Monatik            | не разглашён   |                   |
| 5 | Робот     | «No roots» - Элис Мертон            | не разглашён   |                   |
|   |           |                                     |                |                   |
| 6 | Горилла   | «Happy» - Фаррелл Уильямс           | не разглашён   |                   |
| 7 | Тигр      | «Журавлi» - THE HARDKISS            | не разглашён   |                   |
| 8 | Скандал   | «Зима в сердце» - Гости из будущего | не разглашён   |                   |
| 9 | Поросёнок | «Де би я» - Сергей Бабкин           | Павел Зибров   | Покинул шоу       |

### Выпуск 8 (11 декабря 2021)
| # | Персонаж      | Песня                        | Личность           | Результат         |
| - | ------------- | ---------------------------- | ------------------ | ----------------- |
| 1 | Чайный Цветок | «Diamonds» - Рианна          | Екатерина Павленко | Специальный гость |
|   |               |                              |                    |                   |
| 2 | Робот         | «Шаленiй» - Гайтана          | не разглашён       |                   |
| 3 | Тигр          | «Believer» - Imagine Dragons | не разглашён       |                   |
| 4 | Горилла       | «Firework» - Кэти Перри      | TAYANNA            | Покинула шоу      |
|   |               |                              |                    |                   |
| 5 | Мухомор       | «Гранули» - ТНМК             | не разглашён       |                   |
| 6 | Скандал       | «Нас не догонят» - t.A.T.u   | не разглашён       |                   |
| 7 | Жираф         | «Dancing Queen» - ABBA       | не разглашён       |                   |
| 8 | Кот           | «Я стану морем» - Ани Лорак  | не разглашён       |                   |

### Выпуск 9. Полуфинал (18 декабря 2021)
| # | Персонаж | Песня                                    | Личность        | Результат         |
| - | -------- | ---------------------------------------- | --------------- | ----------------- |
| 1 | Ниндзя   | «Чао, бамбино» - Кар-мэн                 | Егор Крутоголов | Специальный гость |
|   |          |                                          |                 |                   |
| 2 | Робот    | «Lambada» - Kaoma                        | Дарья Трегубова | Покинула шоу      |
| 3 | Мухомор  | «Ти подобаєшся мені» - Виктор Павлик     | не разглашён    |                   |
|   |          |                                          |                 |                   |
| 4 | Тигр     | «TDME» - Антитела                        | Сергей Бабкин   | Покинул шоу       |
| 5 | Жираф    | «Позови меня с собой» - Алла Пугачёва    | не разглашён    |                   |
|   |          |                                          |                 |                   |
| 6 | Кот      | «Susanna» - Адриано Челентано            | Пётр Чёрный     | Покинул шоу       |
| 7 | Скандал  | «Живи спокойно, страна!» - Алла Пугачёва | не разглашён    |                   |

### Выпуск 10. Финал (25 декабря 2021)
| #                | Персонаж     | Песня                             | Личность         | Результат         |
| ---------------- | ------------ | --------------------------------- | ---------------- | ----------------- |
| Первый этап      |              |                                   |                  |                   |
| 1                | Пиковая Дама | «Опера № 2» - Витас               | Вера Брежнева    | Специальный гость |
|                  |              |                                   |                  |                   |
| 2                | Мухомор      | «Розовые розы» - Весёлые ребята   | Олег Кензов      | Третье место      |
| 3                | Скандал      | «Сильная женщина» - Алла Пугачёва | Ольга Цибульская | Второе место      |
| 4                | Жираф        | «Skyfall» - Адель                 | не разглашён     | победил           |
| Песня победителя |              |                                   |                  |                   |
| 5                | Жираф        | «We Are the Champions» - Queen    | MELOVIN          | Победитель        |

## Новогодняя Маска (31 декабря 2021)
| № | Персонаж            | Песня                           | Личность            | Результат |
| - | ------------------- | ------------------------------- | ------------------- | --------- |
| 1 | Ёлка                | «Ёлки» - Верка Сердючка         | Слава Каминская     |           |
| 2 | Зеркальный Человек  | «Зима-холода» - Андрей Губин    | Дима Коляденко      |           |
| 3 | Мышонок на Лыжах    | «А снег идёт» - Жанна Агузарова | Алёна Винницкая     |           |
| 4 | Новогодний Шарик    | «Новогодняя» - Верка Сердючка   | Наталья Могилевская |           |
| 5 | Бурый Медведь       | «She’s a lady» - Том Джонс      | Иво Бобул           |           |
| 6 | Королевский Пингвин | «Айсберг» - Алла Пугачёва       | Анастасия Приходько |           |
| 7 | Олень-Подсвечник    | «Мне не жаль» - Ирина Билык     | Jerry Heil          |           |
| 8 | Снежная Королева    | «Снежинка» — из к/ф «Чародеи»   | Тина Кароль         |           |

 Детективы угадали героя
 Детективы не угадали героя
| №  | Персонаж                                 | Песня                                   |
| -- | ---------------------------------------- | --------------------------------------- |
| 1  | Жираф (Melovin)                          | «Dancing Queen» - ABBA                  |
| 2  | Оля Полякова и Дзидзьо                   | «Щасливі люди» - Оля Полякова & Дзидзьо |
| 3  | Настя Каменских и Верка Сердючка         | «Попа как у Ким» - NK                   |
| 4  | Луна (Лилия Ребрик)                      | «Щедрик» - Тина Кароль                  |
| 5  | Колдун (Павел Костицын)                  | «Белый снег» - Алла Пугачёва            |
| 6  | Солнце (Злата Огневич)                   | «Euphoria» — Loreen                     |
| 7  | Дзидзьо                                  | «Зимова казка» — Дзидзьо                |
| 8  | NK                                       | Попурри: «Обидно/Красное вино» — NK     |
| 9  | Жираф (Melovin) & Солнце (Злата Огневич) | «Happy New Year» — ABBA                 |
| 10 | Верка Сердючка                           | «Sexy» — Верка Сердючка                 |

## Общие итоги шоу
За 2 сезона основными и специальными участниками шоу были люди принимавшие участие в других шоу, а именно:
- 7 участников конкурса Евровидение (Melovin, Злата Огневич, Анастасия Приходько, Александр Пономарёв, Владимир Остапчук (ведущий), Екатерина Павленко и Тина Кароль);
- 3 наставника (Олег Винник, Александр Пономарёв и Тина Кароль) и 5 участников проекта «Голос страны» (Ирина Федишин, Надежда Мейхер, Арсен Мирзоян, Александра Зарицкая, TAYANNA);
- 2 наставника (Тина Кароль и Наталья Могилевская) «Голос Дети»;
- 2 участника проекта Dizel Show (Евгений Сморигин и Егор Крутоголов);
- 1 участник проекта «Что, где, когда?» на телеканале Украина (Ольга Цибульская);
- 1 ведущий (Тина Кароль), 1 наставник (Наталья Могилевская) и 4 участника проекта «Танцы со звёздами» (Наталья Могилевская (трижды), Лилия Ребрик, Ираклий Макацария и Надежда Мейхер).